# Teresa Wiszniowska
Teresa Wiszniowska (ur. 28 stycznia 1942 w Czerniowcach, zm. 14 stycznia 2006 we Wrocławiu) – polski biolog, doktor habilitowany, profesor nadzwyczajny Uniwersytetu Wrocławskiego specjalizująca się w paleontologii, teriologii, archeozoologii, paleoekologii, biospeleologii i paleopatologii, wieloletni pracownik Instytutu Zoologicznego UWr, związana od 1967  m.in. z odkryciem i badaniami Jaskini Niedźwiedziej w Kletnie.
W 1973 tytuł doktora nauk przyrodniczych na podstawie rozprawy Niedźwiedź jaskiniowy z Kletna i innych jaskiń Polski. Rozprawa habilitacyjna obroniona w 1991 nosiła tytuł Carnivora (Mammalia) środkowego plejstocenu z Koziego Grzbietu w Górach Świętokrzyskich. W ostatnich latach swojego życia była również wykładowcą na Uniwersytecie Mikołaja Kopernika w Toruniu. Została pochowana na Cmentarzu Osobowickim we Wrocławiu.

## Dorobek naukowy i publikacje
W dorobku naukowym Teresy Wiszniowskiej znalazły się badania z zakresu: czwartorzędowych faun kręgowców, analizy makro i mikromorfologii kości czwartorzędowych ssaków, archeozoologii, badań ssaków współczesnych Dolnego Śląska. W jej zainteresowaniach badawczych pozostawały:
1. badania nad paleoekologią, zmiennością morfologiczną i ewolucją kenozoicznych ssaków z obszaru Polski (ze specjalnym uwzględnieniem ssaków drapieżnych Carnivora),
2. rola i wykorzystanie zwierząt w ewolucji materialnej i kulturowej zbiorowisk ludzkich w okresie zasiedlenia i zagospodarowywania terenów Polski,
3. rekonstrukcja zmian środowiska przyrodniczego z uwzględnieniem narastającej antropopresji od paleolitu do dziś na terenie południowej i zachodniej Polski,
4. badania szczątków czwartorzędowych kręgowców obejmujące m.in. makro- i mikromorfologię tkanki kostnej i zębów i paleopatologię.

Pracowała przy wydaniu 55 publikacji oraz 33 innych opracowań; zrealizowała 7 grantów Komitetu Badań Naukowych i Ministerstwa Nauki i Informatyzacji. 

### Spis publikacji
- Teresa Wiszniowska Nowe znalezisko paleontologiczne w Sudetach, "Przegląd Zoologiczny", 1967 (11), s. 430-433
- Teresa Wiszniowska Wstępne wyniki badań fauny kopalnej w Jaskini Niedźwiedziej, "Acta Universitatis Wratislaviensis", 1970 (127), s. 45-70
- Teresa Wiszniowska Niedźwiedź jaskiniowy z Kletna i innych jaskiń Polski, "Acta Universitatis Wratislaviensis", 1976 (311), s. 1-75, Państwowe Wydawnictwa Naukowe, Warszawa-Wrocław 1976
- Teresa Wiszniowska Panthera spelaea (Goldfuss) z Jaskini Niedźwiedziej w Kletnie, "Acta Universitatis Wratislaviensis", 1978 (329), s. 113-141
- Teresa Wiszniowska Nowe stanowisko Meles meles w plejstocenie Polski, "Przegląd Zoologiczny", 1980 (24), s. 503-507.
- Teresa Wiszniowska Kopalna fauna jaskiń w: Dawna fauna Śląska w świetle badań archeologicznych, Wydawnictwo Ossolineum, Wrocław 1986
- Teresa Wiszniowska Kopalne szczątki zwierzęce w: Alfred Jahn (red.) Jaskinia Niedźwiedzia w Kletnie. Badania i udostępnienie, s. 255-279, Wydawnictwo Ossolineum, Wrocław 1989, ISBN 83-04-03037-3
- Teresa Wiszniowska Middle pleistocene Carnivora (Mammalia) from Kozi Grzbiet in the Świętokrzyskie Mts, Poland, "Acta zoologica cracoviensia", 1989 (32), s. 589-630
- Marek Pakiet, Krzysztof Stefaniak, Teresa Wiszniowska Wstępne wyniki badań paleozoologicznych stanowiska Trzebnica 2, "Śląskie Sprawozdania Archeologiczne", 1993 (34), s. 21-27
- Teresa Wiszniowska (red.) Fauna w: Masyw Śnieżnika. Zmiany w środowisku przyrodniczym, PAE, Warszawa 1996
- Teresa Wiszniowska Jaskinia Zegar w: Człowiek i środowisko naturalne Wyżyny Krakowsko-Wieluńskiej, 8 Sympozjum Jurajskie, 1999, s. 33-44
- Materiały V Przeglądu Działalności Studenckich Kół Naukowych Przyrodników, pod red. Teresy Wiszniowskiej i Bartosza Borczyka, Wydawnictwo "Tinta", Wrocław 2001, ISBN 83-913533-6-2
- Teresa Wiszniowska Badania paleontologiczne osadów jaskiniowych na obszarze Parku Krajobrazowego „Orlich Gniazd” w: XI Sympozjum Jurajskie. Człowiek i środowisko naturalne Wyżyny Krakowsko-Wieluńskiej, Zespół Parków Krajobrazowych Województwa Śląskiego, 2002, s. 13-19
- Teresa Wiszniowska Jaskinia Niedźwiedzia w Kletnie (Masyw Śnieżnika) w: Zapis paleontologiczny jako wskaźnik paleośrodowisk. XIX Konferencja Naukowa Paleobiologów i Biostratygrafów PTG, Instytut Nauk Geologicznych UWr, Wrocław 16-18 września 2004 r., s. 101-103
- Teresa Wiszniowska, Krzysztof Stefaniak Szczątki kostne ssaków ze stanowiska Rusko 34, gm. Strzegom, "Acta Universitatis Wratislaviensis", 1995 (1629), s. 169-183
- Teresa Wiszniowska, Krzysztof Stefaniak Ssaki (Mammalia) w: Masyw Śnieżnika. Zmiany w środowisku przyrodniczym, PAE, Warszawa 1996, s. 277-281
- Teresa Wiszniowska, Krzysztof Stefaniak Szczątki kostne zwierząt ze stanowisk archeologicznych w Rusku gm. Strzegom, "Śląskie Sprawozdania Archeologiczne", 1996 (37), s. 157-165
- Teresa Wiszniowska, Krzysztof Stefaniak, Paweł Socha Wyniki wstępnych badań paleontologicznych stanowiska A na Oporowie we Wrocławiu, "Śląskie Sprawozdania Archeologiczne", 1994 (35), s. 125-129
- Teresa Wiszniowska, Paweł Socha, Krzysztof Stefaniak Szczątki kostne zwierząt. Uwagi o konsumpcji mięsa w: Ze studiów nad życiem codziennym w średniowiecznym mieście, "Wratislavia Antiqua", 1999 (1), s. 142-155
- Teresa Wiszniowska, Paweł Socha, Krzysztof Stefaniak Analiza archeologiczna kości zwierzęcych w: Rynek Wrocławski w świetle badań archeologicznych, "Wratislavia Antiqua", 2001 (3), s. 223-232
- Teresa Wiszniowska, Paweł Socha, Krzysztof Stefaniak Szczątki kostne zwierząt z osady kultury pucharów lejowatych w Polskiej Cerekwi, pow. Kędzierzyn Koźle, "Opolski Rocznik Muzealny", 2001 (t. XIII), s 41-64
- Teresa Wiszniowska, Paweł Socha, Krzysztof Stefaniak Quaternary fauna of the vertebrates from caves in the middle part of Jura Krakowsko-Częstochowska (Poland) w: Proceedings of the 13 th International Congress of Speleology; 4 the Speleological Congress of Latin America and the Caribbean, 26 the Brazilian Congress of Speleology „Speleology in the Third Millenium: Sustainable Development of Karst Environments, Brasilia, 15-22 lipca 2001 r., s. 141
- Teresa Wiszniowska, Paweł Socha, Krzysztof Stefaniak Czwartorzędowa fauna z osadów Jaskini Biśnik w: K. Cyrek (red.) Jaskinia Biśnik. Rekonstrukcja zasiedlenia jaskini na tle zmian środowiska przyrodniczego, Wydawnictwo Uniwersytetu Mikołaja Kopernika, Toruń 2002, s. 192-220
- Teresa Wiszniowska, Paweł Socha, Krzysztof Stefaniak, Szczątki kostne zwierząt w: Rynek Wrocławski w świetle badań archeologicznych cz II., "Wratislavia Antiqua", 2002 (5), s. 235-276.
- Teresa Wiszniowska, Paweł Socha, Krzysztof Stefaniak, Wstępne wyniki badań szczątków kostnych zwierząt ze stanowiska środkowopaleolitycznego przy ulicy Hallera we Wrocławiu, "Śląskie Sprawozdania Archeologiczne", 2002 (XLIV), s. 21-26
- Teresa Wiszniowska, Paweł Socha, Krzysztof Stefaniak Szczątki kostne zwierząt plejstoceńskich i holoceńskich z Wrocławia Oporowa w: Wiśniewski A. Wrocław Oporów. Najstarsze ślady osadnictwa i środowisko przyrodnicze, "Acta Universitatis Wratislaviensis" 2003 (2485), "Studia Archeologiczne" 2003 (33), s. 119-141
- Teresa Wiszniowska, Paweł Socha, Krzysztof Stefaniak Czwartorzędowe szczątki kręgowców z osadów jaskiń Wyżyny Częstochowskiej jako wskaźniki zmian środowiska w: Zapis paleontologiczny jako wskaźnik paleośrodowisk. XIX Konferencja Naukowa Paleobiologów i Biostratygrafów PTG, Instytut Nauk Geologicznych UWr, Wrocław 16-18 września 2004 r., s. 61-63
- Teresa Wiszniowska, Krzysztof Stefaniak, Paweł Socha Szczątki kostne zwierząt w: C. Busko (red.) Wschodnia strefa Starego Miasta we Wrocławiu w XII-XIV wieku. Badania na placu Nowy Targ, Wrocław 2005, s. 145-176
- Teresa Wiszniewska, Krzysztof Stefaniak, Paweł Socha Szczątki kręgowców ze stanowiska środkowopaleolitycznego przy ulicy Hallera we Wrocławiu, "Śląskie Sprawozdania Archeologiczne", 2006 (XLVII), s. 17-23

### Praca i działalność naukowa
Zajmowane stanowiska:
- zastępca dyrektora do spraw dydaktycznych Instytutu Zoologii UWr (1991-1999)
- kierownik Zakładu Paleozoologii UWr (1991-2006)
- członek Rady Wydziału Nauk Przyrodniczych UWr (1991-2006)
- członek Kolegium Dziekańskiego UWr (1991-1999)
- członek Komisji do Spraw Przewodów Doktorskich przy Katedrze Antropologii UWr
- redaktor serii wydawniczej "Prace Zoologiczne" (Acta Universitatis Wratislaviensis)

Członkostwo w radach naukowych:
- członek Rady Naukowej Instytutu Zoologicznego UWr (1991-2006)
- sekretarz Naukowego Komitetu Opiekuńczego przy Jaskini Niedźwiedziej w Kletnie
- członek Rady Naukowej Śnieżnickiego Parku Krajobrazowego
- członek zespołu opiniującego badania naukowe na obszarze Jurajskich Parków Krajobrazowych
- przewodnicząca Rady Naukowej Muzeum Okręgowego w Koninie
- członek Wojewódzkiej Komisji Ochrony Przyrody przy Wojewodzie Dolnośląskim
- prace w Komisji Ochrony Jaskiń przy Państwowej Radzie Ochrony Przyrody

Członkostwo towarzystw naukowych:
- Societe de Speleologie
- Polskie Towarzystwo Geologiczne
- Polskie Towarzystwo Zoologiczne
- Polskie Towarzystwo Nauk o Ziemi
- Polskie Towarzystwo Przyrodników im. Kopernika